# Église Saint-Michel de Reims
L'église Saint-Michel est une église catholique située à Reims, en France. Elle a été en partie détruite lors de la Première Guerre mondiale, par les bombardements allemands subis par la ville.

## Localisation
La construction est située dans la cour du Chapitre cathédral de Reims, sur la commune de Reims, dans le département français de la Marne.

## Historique
L'église était la chapelle du chapitre cathédrale de Reims. Elle a été détruite par la Première Guerre mondiale et lors de la reconstruction du quartier, il n'a été conservé que la porte de l'édifice qui est classée au titre des monuments historiques depuis 1920.

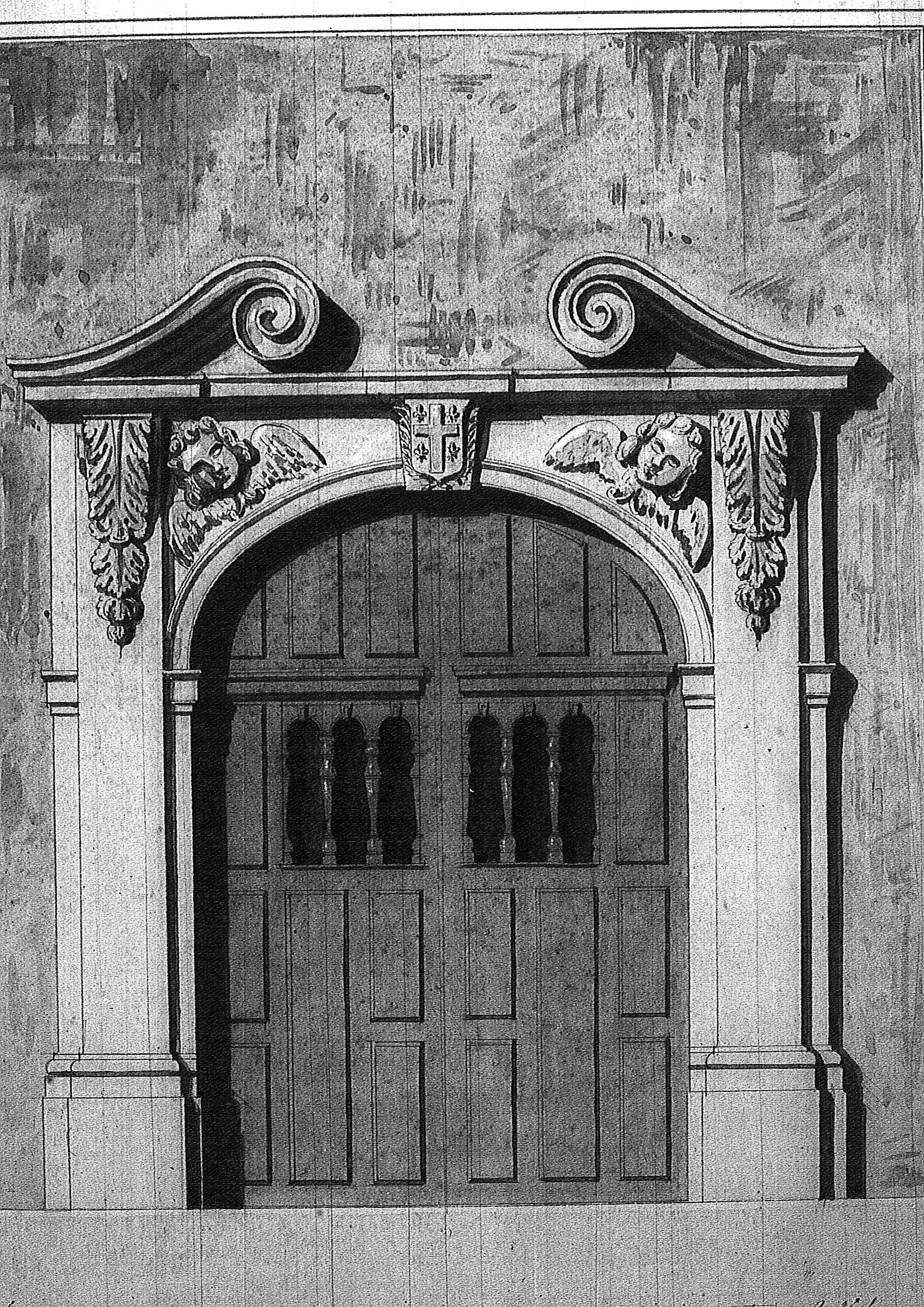
La porte,
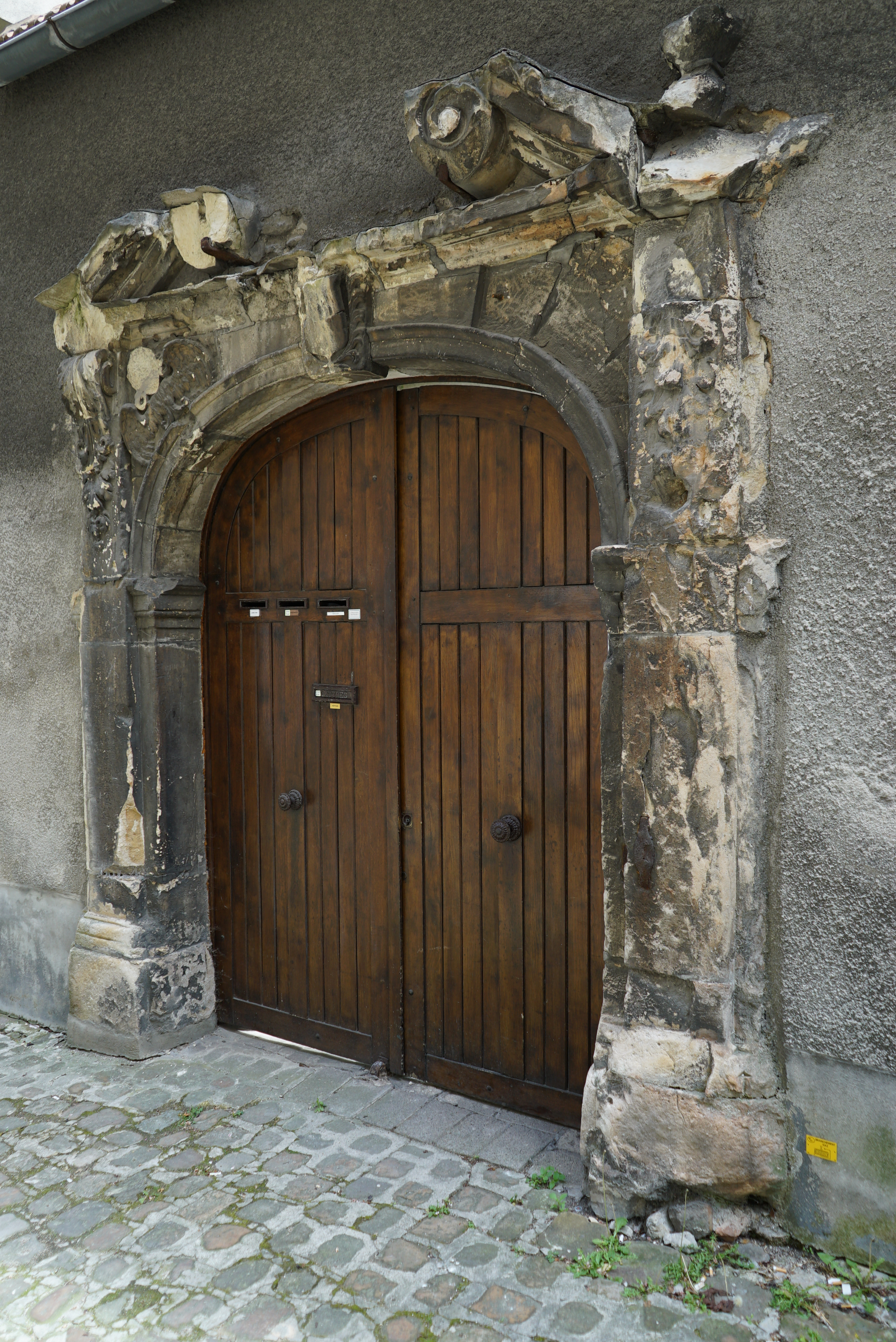
actuellement,
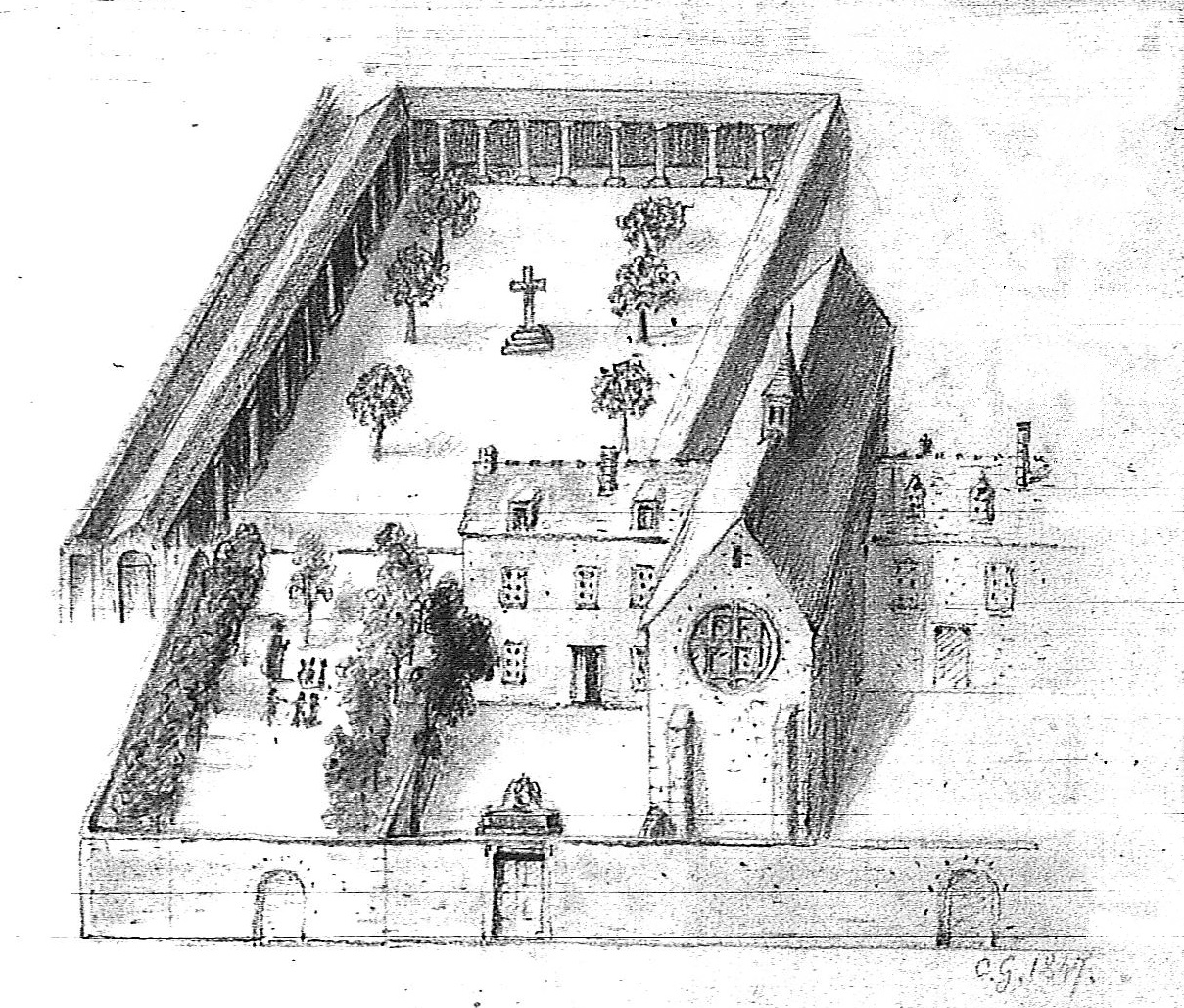
l'église au XIXe siècle, Bibliothèque Carnegie (Reims).